# Ruellia hypericifolia
Ruellia hypericifolia är en akantusväxtart som beskrevs av Henry Hurd Rusby. Ruellia hypericifolia ingår i släktet Ruellia och familjen akantusväxter. Inga underarter finns listade i Catalogue of Life.